# Acide 10-formyltétrahydrofolique
L’acide 10-formyltétrahydrofolique est un dérivé de l'acide folique, ou vitamine B9. Sa forme biologiquement active est la forme ionique (déprotonée) de cet acide, le 10-formyltétrahydrofolate, couramment abrégé en 10-CHO-THF, qui agit comme donneur de groupe aldéhyde (–CHO) dans les réactions anaboliques. Dans ces réactions, le 10-CHO-THF est un substrat d'enzymes de type formyltransférase. Il est important dans le métabolisme des purines, dans lequel il intervient comme substrat de la phosphoribosylaminoimidazolecarboxamide formyltransférase, de même que dans la formation de la N-formylméthionine par la méthionyl-tRNA formyltransférase.

## Biosynthèse
Le 10-CHO-THF peut être synthétisé aussi bien par la méthényltétrahydrofolate cyclohydrolase à partir du 5,10-méthényltétrahydrofolate que par la formiate-tétrahydrofolate ligase à partir du tétrahydrofolate :
|                                                      | + H2O {\displaystyle \rightleftharpoons } + |                                  |
| Acide 5,10-méthényltétrahydrofolique                 |                                             | Acide 10-formyltétrahydrofolique |
| Méthényltétrahydrofolate cyclohydrolase – EC 3.5.4.9 |                                             |                                  |

|                                               | +              | ATP {\displaystyle \rightleftharpoons } ADP + Pi + |                                  |
| Acide tétrahydrofolique                       | Acide formique |                                                    | Acide 10-formyltétrahydrofolique |
| Formiate-tétrahydrofolate ligase – EC 6.3.4.3 |                |                                                    |                                  |

Il peut redonner du tétrahydrofolate (THF) sous l'action de la formyltétrahydrofolate déshydrogénase ou bien du THF et du formiate sous l'action de la formyltétrahydrofolate déformylase.